# تپه هرزاوه
تپه هرزاوه مربوط به دوره اشکانیان است و در شهرستان اراک، بخش مرکزی، دهستان مشهد میقان، روستای مشهد میقان واقع شده و این اثر در تاریخ ۱۸ اسفند ۱۳۸۷ با شمارهٔ ثبت ۲۵۰۱۷ به‌عنوان یکی از آثار ملی ایران به ثبت رسیده است.